# 梅蒂尼
梅蒂尼（法語：Métigny，法語發音：[metiɲi]）是法国上法蘭西大區索姆省的一个市镇，属于亚眠区。

## 地理
梅蒂尼（49°56'43"N, 1°55'39"E）面积6.68 平方千米，位于法国上法蘭西大區索姆省，该省份为法国北部沿海省份，北起加来海峡省和北部省，西接滨海塞纳省和大西洋英吉利海峡，南至瓦兹省，东临埃纳省。
与梅蒂尼接壤的市镇（或旧市镇、城区）包括：艾赖讷、阿勒里、贝卢瓦圣莱奥纳尔、埃特雷瑞斯特、厄库尔-克罗夸松、拉勒、塔伊。

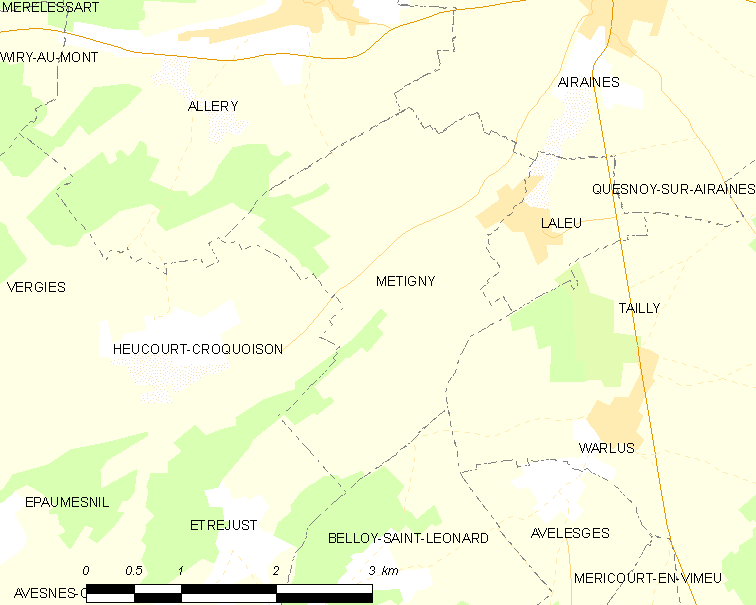
梅蒂尼的OSM定位图

梅蒂尼的时区为UTC+01:00、UTC+02:00（夏令时）。

## 行政
梅蒂尼的邮政编码为80270，INSEE市镇编码为80543。

## 政治
梅蒂尼所属的省级选区为索姆河畔阿伊县。

## 人口

1962-2008年间梅蒂尼人口变化图示

梅蒂尼于2022年1月1日时的人口数量为120人。